# Maurin d'Agen
Maurin est un saint des églises catholique et orthodoxe, né à Agen (Lot-et-Garonne), mort décapité à Lactora, aujourd’hui Lectoure (Gers), évangélisateur de l’Agenais au VIe siècle. Ce que l’on sait de lui vient pour l’essentiel de sa vita du calendrier diocésain d’Agen et de diverses légendes sans réel support historique.

## Biographie
Maurin naît à Agen à l’époque où les Wisigoths occupent la région. Il est instruit dans les lettres chrétiennes et profanes par saint Germain, évêque de Capoue de 516 à 540. Il est élevé à la dignité de « lévite », c’est-à-dire de prêtre. Après sept ans, il revient à Agen, où il est accueilli triomphalement, et il commence à parcourir les campagnes pour prêcher et évangéliser les populations.
Il arrive à Lactora (Lectoure), bravant l’interdiction lancée par le préfet de la cité contre les prédicateurs chrétiens. Il est arrêté et soumis à plusieurs supplices qu’il supporte sans plainte, puis est décapité. Son corps est enseveli là où s’élèvera plus tard l’abbaye puis le village de Saint-Maurin.
Des légendes disent qu’après avoir été décapité, Maurin ramassa sa tête et marcha jusqu’à l’emplacement de sa future abbaye, dans l’actuelle commune de Saint-Maurin (Lot-et-Garonne), à 50 km de Lectoure. Ce record de céphalophorie et les multiples approximations historiques de la légende (certes classiques du genre) sont pointées par Jacques Gardelles dans une étude sur l’abbaye.
Deux chapiteaux de l’abbaye racontent son histoire et son martyre.

## Culte
Maurin est fêté le 25 novembre. Son nom a été ajouté à celui de saint Gény dans la chapelle aujourd’hui consacrée au culte orthodoxe de Lectoure.